# Paul Thomas (Eiskunstläufer)
Paul Thomas ist ein ehemaliger britischer Eiskunstläufer, der im Eistanz startete.
Zunächst trat er an der Seite von Nesta Davies an. Beim Weltmeisterschaftsdebüt belegte das Paar 1953 den vierten Platz. 1954 gewannen sie sowohl bei der Europameisterschaft wie auch bei der Weltmeisterschaft die Silbermedaille hinter ihren Landsleuten Jean Westwood und Lawrence Demmy. Dieses Ergebnis wiederholte sich genau so auch bei der Welt- und Europameisterschaft 1955, allerdings war Thomas' Eistanzpartnerin nun Pamela Weight. 1956 wurden Thomas und Weight als amtierende britische Meister erst in Paris Europameister und dann in Garmisch-Partenkirchen Weltmeister.

## Ergebnisse

### Eistanz
(mit Nesta Davies)
| Wettbewerb / Jahr     | 1953 | 1954 |
| --------------------- | ---- | ---- |
| Weltmeisterschaften   | 4.   | 2.   |
| Europameisterschaften |      | 2.   |

(mit Pamela Weight)
| Wettbewerb / Jahr         | 1955 | 1956 |
| ------------------------- | ---- | ---- |
| Weltmeisterschaften       | 2.   | 1.   |
| Europameisterschaften     | 2.   | 1.   |
| Britische Meisterschaften |      | 1.   |

| Personendaten    | Personendaten             |
| ---------------- | ------------------------- |
| NAME             | Thomas, Paul              |
| KURZBESCHREIBUNG | britischer Eiskunstläufer |
| GEBURTSDATUM     | 20. Jahrhundert           |